# Thraupis sayaca
Thraupis sayaca е вид птица от семейство Тангарови (Thraupidae).

## Разпространение
Видът е разпространен в Аржентина, Боливия, Бразилия, Венецуела, Колумбия, Парагвай, Перу и Уругвай.